# Theatres des Vampires
Theatres des Vampires är en italiensk musikgrupp startad i Rom år 1994. Från början spelade de Symphonic black metal med vampyrtema, vilket gjorde att musiken döptes till "Vampire Metal". Men några år efteråt ändrade de stil till gothic metal. Under sin karriär har bandet haft många ändringar bland bandmedlemmarna, släppt nio album och även hunnit med många turnéer.

## Medlemmar
Nuvarande medlemmar
- Gabriel Valerio – trummor (1997– ), bakgrundssång (1999– )
- Zimon Lijoi (Simone Lijoi) – basgitarr (1997– ), bakgrundssång (2003– )
- Sonya Scarlet (Sonia Siccardi) – sång, bakgrundssång (1999– )
- Giorgio Ferrante – gitarr (2016– )

Tidigare medlemmar
- Lord Vampyr (Alessandro Nunziati) – gitarr (1994–1997), sång (1996–2004)
- Agharet (Enrico de Dominicis) – trummor (1995–1996)
- Count Morgoth (Roberto Cufaro) – keyboard (1996), gitarr (2002–2006)
- Fabian Varesi – keyboard (1997–2016), bakgrundssång (1999–2016)
- Strigoi – gitarr (1998–2001)
- Incubus (Alessandro Pallotta) – gitarr (1998–2002)
- Justine Consuelo – sång (1999–2002, live 2008)
- Mortifer (Pierluigi Coletta) – gitarr (2001)
- Stephan Benfante – gitarr (2006–2016)
- Giorgio Ferrante – gitarr (2016–2017)

## Diskografi
Demo
- Nosferatu, eine Simphonie des Gravens (1995)
- Demo 97 (1997)

Studioalbum
- Vampyrìsme, Nècrophilie, Nècrosadisme, Nècrophagie (1996)
- The Vampire Chronicles (1999)
- Bloody Lunatic Asylum (2001)
- Suicide Vampire (2002)
- Vampyrìsme... (remix av 1996-utgåvan) (2003)
- Nightbreed of Macabria (2004)
- Pleasure and Pain (2005)
- Anima Noir (2008)
- Moonlight Waltz (2011)
- Candyland (2016)

Livealbum
- Desire of Damnation (2xCD) (2007)

EP
- Jubilaeum Anno Dracula (2001)
- Cult of Lahmia (2012)

Samlingsalbum
- The (Un)Official History 1993-2003 (2003)
- The Blackend Collection (2004)
- Desire of Damnation (2007)
- Blackend Years (2017)

Video
- The Addiction Tour 2006 (DVD) (2006)
- Moonlight Waltz Tour 2011 (CD+DVD) (2012)